# Arnaud De Lie
Arnaud De Lie   (Lescheret, 16 de març de 2002) és un ciclista belga especialista en l'esprint que competeix en la modalitat de carretera. Actualment milita a l'equip Lotto Dstny després d'haver estat ascendit de l'equip Lotto-Soudal U23 al final de la temporada 2021.
En el seu primer any com a professional, el 2022, aconseguí nou victòries, entre les quals destaquen el Gran Premi Jean-Pierre Monseré, la Fletxa de Heist i la Copa Sels. Això el van dur a ser el millor corredor del Lotto-Soudal. Inicià el 2023 com havia acabat el 2022, guanyant diverses curses i etapes.
El 2023 guanyà, entre d'altres, el Gran Premi València, el Gran Premi de Morbihan, la Polynormande, el Gran Premi Jef Scherens i, sobretot, el Gran Premi Ciclista de Quebec.

## Palmarès
- 2019
  -  Campió de Bèlgica en ruta sub-23
  - 1r a la Fletxa Brabançona junior
- 2020
  - 1r a la La Philippe Gilbert Juniors i vencedor d'una etapa
  - 3r als Campionats d'Europa de ciclisme en ruta sub-23
- 2021
  - 1r a Okolo jižních Čech i vencedor d'una etapa
  - 1r a la Omloop Het Nieuwsblad sub-23
  - Vencedor de 2 etapes al Tour d'Alsàcia
  - Vencedor d'1 etapa al Circuit de les Ardenes
- 2022
  - 1r al Trofeu Platja de Palma-Palma
  - 1r al Gran Premi Jean-Pierre Monseré
  - 1r a la Volta Limburg Classic
  - 1r al Gran Premi Marcel Kint
  - 1r a la Fletxa de Heist
  - 1r a la Volta a Limburg
  - 1r a la Copa Sels
  - 1r a l'Egmont Cycling Race
  - Vencedor d'una etapa al Tour de Valònia
- 2023
  - 1r al Gran Premi València
  - 1r al Gran Premi de Morbihan
  - 1r a la Polynormande
  - 1r al Gran Premi Jef Scherens
  - 1r al Gran Premi Ciclista de Quebec
  - 1r al Circuit Franco-Belga
  - 1r a la Famenne Ardenne Classic
  - Vencedor de 2 etapes a l'Étoile de Bessèges
  - Vencedor d'una etapa al Tour de Valònia
- 2024
  -  Campió de Bèlgica en ruta
  - 1r a la Famenne Ardenne Classic
  - 1r a la Tro Bro Leon
  - 1r al Circuit de Valònia
  - 1r a la Volta a Dinamarca
  - 1r a la Binche-Chimay-Binche
  - Vencedor d'una etapa al Renewi Tour
  - Vencedor d'una etapa al Tour del Benelux
- 2025
  - Vencedor d'una etapa a l'Étoile de Bessèges

### Resultats al Tour de França
- 2024. 119è de la classificació general
- 2025. 142è de la classificació general